# わさび (映画)
『わさび』は、2017年に公開された、外山文治監督の短編人間ドラマ映画である。

## あらすじ
精神障害で寿司屋「やま乃」を続けられなくなった父・和夫のために、主人公の女子高生・山野葵は店を継ぐことを決心した。しかし、母・房子を含む、周囲の大人の多くは山野の決心に非協力的だった。そんな折に、かつて所属していた少年野球チーム「高山メッツ」の監督・梅田庄吉が葵の前に現れた。葵は、小指を失いながらも少年野球チームの監督を務める庄吉の力を信じて、野球の勝負を求めた。

## 登場人物
出演者は以下の通りである。
山野葵
演 - 芳根京子
主人公の女子高生。かつては、梅田庄吉が監督を務める少年野球チーム「高山メッツ」に所属していた。
山野和夫
演 - 杉本凌士
主人公の父。寿司屋「やま乃」の板前だったが、精神障害で店を続けられなくなった。
小原房子
演 - 富田靖子
主人公の母。葵の父である和夫とは離婚している。
梅田庄吉
演 - 下條アトム
かつて、山野葵が所属していた少年野球チーム「高山メッツ」の監督。とある事情により小指が欠損している。
里見祥子
演 - 藤澤志帆
葵が通学する高校の先生。
小原健彦
演 - 中田裕一
小原房子の再婚相手。
安岡太一
演 - 松角洋平
斉藤正子
演 - 後藤和歌奈

## 製作
飛騨市を舞台とし、瀬戸川と白壁土蔵街などがロケ地として登場する。
自主映画であり、外山監督は出演者一人ひとりにお願いして出演してもらったと明かしている。

## 公開
「映画監督外山文治短編作品集」と称して、外山文治監督の短編映画作品の「春なれや」「此の岸のこと」と一緒に劇場公開された。

## 受賞
本作は、「ロサンゼルス日本映画祭 2017」の最優秀短編映画賞を受賞した。

## DVD,Blu-ray
2018年8月2日発売。

『わさび』
『春なれや』
『此の岸のこと』

特典映像としてメイキングと予告編が収録されている。